# Eupithecia lineosa
Eupithecia lineosa es una especie de polilla de la familia Geometridae. La especie fue descrita por primera vez por el entomólogo suizo Frederic Moore habiendo sido descrita en 1888, con distribución en Nepal, el territorio de Cachemira y Pakistán. Es una polilla pequeña con una envergadura de unos 20 milímetros (0,8 plg) y de color marrón cineroso. El ala anterior se ve con la mitad basal más marrón y delimitada por una línea medial oblicua; la mitad exterior está cruzada por varias líneas marrones oblicuas difusas. El ala posterior cuenta con numerosas líneas marrones difusas indistintas.